# Jekaterina Mefodjeva
Jekaterina Andrejevna Mefodjeva (Russisch: Екатерина Андреевна Мефодьева) (Moskou, 15 november 1908 - aldaar, 9 februari 1994) was een basketbalspeler en bandyspeler in de Sovjet-Unie. Ze kreeg de onderscheiding Orde van de Rode Vlag van de Arbeid (Sovjet-Unie) en de Medaille voor Voortreffelijke Prestaties tijdens de Arbeid. Ze werd Meester in de sport van de Sovjet-Unie in basketbal en bandy in 1946.

## Carrière in basketbal
Mefodjeva speelde sinds 1930 voor Dinamo Moskou en won negen keer het Landskampioenschap van de Sovjet-Unie in 1934, 1936, 1937, 1938, 1939, 1940, 1944, 1945 en 1948. Ook won ze de USSR Cup in 1949. In 1951 stapte ze over naar MAI Moskou en won één keer het landskampioenschap van de Sovjet-Unie in 1951. Ze won met dat team ook de USSR Cup in 1952. In 1952 stopte ze met basketbal.

## Carrière in bandy
In 1926 begon Mefodjeva te spelen in de juniorenploeg van het Moskouse team SSTS/SKiG. In 1935 verhuisde ze naar Dinamo Moskou. In 1941 stapte ze over naar Stroitel Moskou, maar in 1942 keerde ze terug bij Dinamo Moskou. In 1947 stopte ze met bandy.

## Privé
Jekaterina had een jongere zus, Nadezjda, die ook bandy speelde bij Dinamo Moskou.

## Erelijst basketbal
- Landskampioen Sovjet-Unie: 10
  - Winnaar: 1934, 1936, 1937, 1938, 1939, 1940, 1944, 1945, 1948, 1951
  - Tweede: 1947, 1952
  - Derde: 1946, 1949
- Bekerwinnaar Sovjet-Unie: 2
  - Winnaar: 1949, 1952

## Erelijst bandy
- Landskampioen Sovjet-Unie:
  - Derde: 1935
- USSR Cup: 2
  - Winnaar: 1945, 1947
  - Runner-up: 1941, 1946
- Kampioen van Moskou: 2
  - Winnaar: 1944, 1946
- Moskouse beker: 1
  - Winnaar: 1945